# Poecilaspidella
Poecilaspidella là một chi bọ cánh cứng trong họ Chrysomelidae.
Chi này được miêu tả khoa học năm 1913 bởi Spaeth.

## Các loài
Chi này gồm các loài:
- Poecilaspidella proxima (Boheman, 1850)